# Vitamín E u ptáků
Vitamíny E (tokoferoly) představují skupinu látek odvozených od základní struktury nazývané tokol. Podle počtu methylových skupin na chromanovém jádru se rozeznává několik tokoferolů, označovaných písmeny řecké abecedy, které mají rozdílnou účinnost. Biologicky nejúčinnější je α-tokoferol.
Význam tokoferolu u ptáků spočívá zejména v jeho nitrobuněčném antioxidačním působení, synergismu s vitamínem A a selenem i spoluúčasti v řadě enzymatických procesů. Je nezbytný pro rozmnožování, líhnivost, normální vývoj embryí a metabolismus tuků. Přídavek vitamínu E do krmné dávky zvyšuje kvalitu drůbežího masa a stabilitu tuku. Má význam pro metabolismus kyseliny nukleové a pro enzymatické pochody oxidoredukčního systému a při dalších procesech.
Tokoferoly mají olejovitou konzistenci, jejich estery jsou krystalické látky. Jsou neobyčejně stálé při zahřívání za nepřítomnosti kyslíku. Působením oxidačních činidel a vzdušného kyslíku přecházejí na sloučeniny chinonového typu. Antioxidační účinek vitamínů E souvisí s jejich schopností zabraňovat oxidaci jiných organických látek - tuků, vitamínu A, karotenů, nenasycených mastných kyselin a skupin -SH.
Přírodní α-tokoferol (C29H50O2) se vyskytuje v D-formě, kdežto syntetický v DL-formě. První z nich je o 36 % účinnější než DL forma. Vitamín E je dobře rozpustný v olejích a nerozpustný ve vodě. Je odolný proti teplu, je však velmi citlivý na přítomnost alkálií, oxidačních činidel, kyslíku a ultrafialových paprsků. Mnohem stabilnější, zejména k oxidaci, jsou estery tokoferolů, např. tokoferolacetát, kterým se proto dává přednost při přimíchávání do krmných směsí.